# Xenodon merremi
Espèce
Synonymes
- Ophis merremii Wagler, 1824
- Waglerophis merremii (Wagler, 1824)
- Xenodon merremi (Wagler, 1824)
- Xenodon irregularis Günther, 1863
- Trigonocephalus flavescens Bacqué, 1906
- Trigonocephalus alternatus binocularius Bacqué, 1906

Xenodon merremii, le Xénodon des savanes, est une espèce de serpents de la famille des Dipsadidae.

## Répartition
Cette espèce se rencontre :
- au Guyana ;
- en Guyane ;
- au Surinam ;
- au Venezuela ;
- au Brésil dans les États de Pará, de Goiás, de Rio Grande do Sul, de Rondônia, de Ceará et de Bahia ;
- en Bolivie ;
- au Paraguay ;
- en Uruguay ;
- dans le Nord de l'Argentine dans les provinces de Jujuy, de Salta, de Formosa, du Chaco, de Corrientes, de Misiones, de Catamarca, de Tucumán, de Santiago del Estero, de La Rioja, de San Juan, de San Luis, de Córdoba, de Santa Fe, d'Entre Ríos et de Buenos Aires.

## Description
C'est un serpent ovipare.
Selon Reptiledatabase, cette espèce polychrome niche en Amérique du Sud. Parmi son large éventail de motifs et de couleurs, le plus commun ressemble au Bothrops (couleur de robe variable entre des teintes grises, brunes voir jaunes). Nous pouvons relever différents motifs comme : le marqué, le légèrement marqué, le lisse et le rubané. En temps normal, le motif marqué est le plus commun (la totalité des juvéniles arborent ce motif). Les spécimens adultes mesurent en moyenne 1,10 mètre du museau jusqu’à la base de la queue. Cet animal possède un corps relativement robuste (assez large), avec une tête bien distincte du corps, un museau arrondi et la région oculaire est un peu enfoncée. La tête est ornementée de trois bandes foncées formant des angles irréguliers obliques. On peut également observer des tâches confuses sur le museau.Son régime alimentaire est particulier : il consomme essentiellement des amphibiens.
Au vu du statut de protection dont il fait l'objet, c’est l’une des espèces les plus recherchées de Guyane. Cette espèce est souvent confondue, par le grand public, avec les espèces de la famille des Viperidae.

## Étymologie
Cette espèce est nommée en l'honneur de Blasius Merrem.

## Publication originale
- Wagler, 1824 : Serpentum Brasiliensium species novae, ou histoire naturelle des espèces nouvelles de serpens. in Jean de Spix, Animalia nova sive species novae, p. 1-75 (texte intégral).